# Temperament

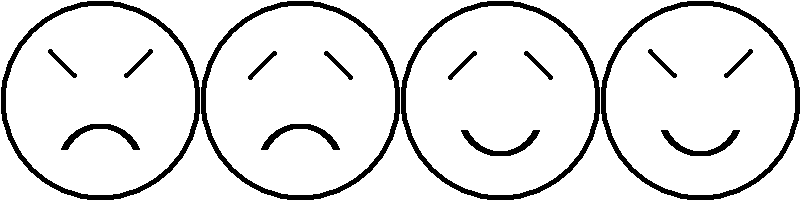
Emotigramele temperamentelor coleric, melancolic, flegmatic și sangvinic

Temperamentul sau caracterul unei ființe, ne arată felul cum reacționează, sau cum se comportă în anumite situații de schimbare a unor elemente din mediul înconjurător. La rândul lui, comportamentul se exteriorizează prin reacții emoționale și motorice, corelate cu modul în care se realizează autocontrolul acestor reacții. Termenul „temperament” definește de asemenea constanta, intensitatea și durata reacțiilor provocate de excitantul extern.
Cuvântul provine din secolul al XVI-lea, când temperamentum era interpretat ca un amestec de raporturi echilibrate, sau în farmacie ca un amestec de umori ale corpului uman. Teoria celor patru temperamente clasice (umoralismul lui Galen) a fost abandonată, nu mai este știință.
Cvasiunanimitatea psihologilor au considerat temperamentul ca fiind înnăscut. El este considerat „factorul ereditar” în organizarea internă a personalității. Particularitățile temperamentului țin de structura somatică, de sistemul nervos, de mobilitatea proceselor nervoase, de resursele energetice.
Temperamentul nu se manifestă în același mod pe tot parcursul vieții. El evoluează o dată cu întregul organism și sistem nervos, astfel încât trăsăturile de temperament se maturizează, sunt deplin formate la sfârșitul adolescenței, se mențin relativ constante pe toată perioada maturității, până la bătrânețe, când cunosc un proces de aplatizare din cauza pierderii vivacității, a vigorii. În schimb, unele trăsături temperamentale se rigidizează, se accentuează la bătrânețe (de exemplu: iritabilitatea la un coleric, depresia la un melancolic, închistarea la un flegmatic).
Temperamentul este neutru din punct de vedere valoric pentru personalitate, adică nu el este cel care dă valoare personalității. Temperamentele nu sunt bune sau rele, de dorit sau indezirabile.
Trăsăturile temperamentale sunt înnăscute, au o condiționare biologică, dar dobândesc valențe numai în plan psihocomportamental, constituindu-se în fundamentul personalității. Ele stau la baza imprimării celorlalte trăsături, cărora le conferă o anumită nuanțare, expresivitate, dinamism, vivacitate sau dimpotrivă, inhibiție retragere. Temperamentul își pune pecetea pe viața noastră psihică (generozitatea, spre exemplu, nu ține de temperament, dar felul cum își dobândește cineva și, mai ales, cum își manifesta cineva generozitatea se află sub influența temperamentului)
Temperamentul, deși larg determinat genetic, este în expresia lui funcțională, modelat de condițiile socio-culturale, existențiale ale individului. Influența ereditarului asupra psihocomportamentalului nu este directă, ci mediată de factori socio-culturali.

## Tipologii temperamentale
Nu există temperamente pure. Etimologia latină a cuvântului „tempera – temperare”, care înseamnă „a amesteca”, sugerează acest lucru. In mod potential, trasaturile apartin tuturor tipurilor de temperament coexista in fiecare persoana, insa unele se manifesta mai pregnant decat altele. Asadar, temperamentul fiecarei persoane este o combinatie unica, originala, care il individualizeaza.

## Clasificarea tradițională
Clasificarea tradițională a temperamentului este legată de cultura, arealul geografic, perioada istorică. Cele mai cunoscute clasificări ale teperamentelor sunt clasificarea greacă sau chineză; în Europa este răspândită clasificarea greacă a lui Hipocrat, care are patru grupe mari umorale: 
1. sanguis (sânge)
2. chole (fiere galbenă sau bilă)
3. melan (chole sau fiere neagră)
4. flegma (salivă)

De aici provin cele patru temperamente:
1. sangvin, (temperament comparat cu aerul, primăvara, sangele, dopamina, tinerețea, magicianul)
2. coleric, (temperament comparat cu focul, vara, bila galbena, testosteronul, seceta, razboinicul)
3. melancolic, (temperament comparat cu pamantul, toamna, bila neagra, serotonina, seara, poetul)
4. flegmatic, (temperament comparat cu apa, iarna, flegma, estrogenul, noaptea, regele)

Acest punct de vedere prezintă importanță doar pentru istoria științei, el nu mai este medicină sau psihologie. Deja în anii 1850 teoria celor patru temperamente clasice era privită drept depășită.
Această doctrină a fost contestată de Andreas Vesalius la mijlocul secolului al XVI-lea și remarcată critic de Paracelsus în același secol și a fost mai mult erodată în prima jumătate a secolului al XVII-lea de către William Harvey. Din a doua jumătate a secolului al XIX-lea, ideea a fost considerată cu totul depășită și apărată doar de excentrici. Actualmente este o doctrină protoștiințifică demult depășită iar medicina modernă s-a distanțat complet de astfel de speculații fără temei.

### Clasificarea din punct de vedere psihologic
În prezent la temperamente se urmăresc patru trăsături de caracter descrise ca:
1. activitate - forță, iuțeală, mobilitate a gândirii și vorbirii
2. creativitate - tempo, intensitate de reacție la stimulanții exteriori
3. emoționalitate - frecvență, intensitate, și gradul în care emoțiile influențează comportamentul
4. sociabilitate - dorința de apropiere de alte persoane, felul, modul de adaptare, comportare în grup.

## Clasificarea românească
Psihologul român Gheorghe Zapan a determinat patru tipuri (niveluri) de temperament: nivelul motor general (legat de activitate), nivelul afectiv, nivelul perceptiv-imaginativ și nivelul mintal (legat de gândire). Fiecare nivel se caracterizează în funcție de forță, echilibru, mobilitate, persistență, tonus afectiv (stenic și astenic) și direcție (extravertit și introvertit).